# Ернст Цвилинг
Ернст Александер Цвилинг (на немски: Ernst Alexander Zwilling) (* 25 септември 1904 в Осиек, Хърватия; † 24 октомври 1990 в Баден, Долна Австрия) е австрийски изследовател, пътеписец и фотограф.

## Живот
До четири годишна възраст Цвилинг живе в славонското градче Осиек, в дома на майка си в семейство на богат австрийски търговец. По-късно, обаче семейството му се мести в родното място на бащата (подполковник в югоизточната монархия), където първоначално се установяват в офицерски павилион в албертската казарма в Пратер, а по-късно в жилищна сграда на крайбрежната алея Елизабет.
От 1930 г. живее в Камерун. По-късно, след Аншлуса през 1938 г. се мести отново в Германия. Прекарва годините на Втората световна война (1939-1945) като пътеписец и фотограф на различни места, офицери и др.
Умира в болница в Баден, край Виена и е погребан в гробището Хитцинг.

## Разработки
- Unvergessenes Kamerun, 1940
- Vom Urhahn zum Gorilla, 1949
- Großwildjäger in Afrika, 1954
- Steppentage – Urwaldnächte, 1954
- Tropen, Urwald, Afrika, 1956
- Angola-Safari, 1958
- Sahara-Piste, 1959
- Tierparadies Ostafrika, 1959
- Wildes Karamoja, 1964